# Lista de espécies do gênero Pneophyllum
Pneophyllum Kützing, 1843  é o nome botânico  de um gênero de algas vermelhas pluricelulares da família Corallinaceae, subfamília Mastophoroideae.
- Atualmente apresenta 18 espécies taxonomicamente válidas:

## Espécies
- Pneophyllum amplexifrons  (Harvey) Y.M. Chamberlain & R.E. Norris, 1994

= Melobesia amplexifrons Harvey, 1849
= Lithophyllum amplexifrons (Harvey) Heydrich, 1897
= Lithophyllum pseudolichenoides Heydrich, 1902
= Lithothamnion pseudolichenoides (Heydrich) Lemoine, 1910
- Pneophyllum confervicola (Kützing) Y.M. Chamberlain, 1983

= Phyllactidium confervicola Kützing, 1843
= Hapalidium phyllactidium Kützing, 1849
= Hapalidium confervicola (Kützing) Areschoug, 1852
= Hapalidium callithamnioides P.L. Crouan & H.M. Crouan, 1859
= Hapalidium confervoides (Kützing) P.L. Crouan & H.M. Crouan, 1867
= Melobesia callithamnioides (P.L. Crouan & H.M. Crouan) Falkenberg, 1879
= Melobesia confervicola (Kützing) Foslie, 1900
= Melobesia minutula Foslie, 1904
= Melobesia minutula f. lacunosa Foslie, 1905
= Heteroderma minutulum (Foslie) Foslie, 1909
= Melobesia fosliei Rosenvige, 1917
= Fosliella minutula (Foslie) Ganesan, 1964
= Pneophyllum confervicola f. minutulum (Foslie) Y.M. Chamberlain, 1983
- Pneophyllum conicum (E.Y. Dawson) Keats, Y.M. Chamberlain & Baba, 1997

= Hydrolithon conicum E.Y. Dawson, 1960
= Neogoniolithon conicum (E.Y. Dawson) G.D. Gordon, T. Masaki & H. Akioka, 1976
= Paragoniolithon conicum (E.Y. Dawson) Adey, Townsend & Boykins, 1982
- Pneophyllum coronatum (Rosanoff) Penrose in Chamberlain, 1994

= Melobesia coronata Rosanoff, 1866
= Melobesia caulerpae Foslie, 1906
= Heteroderma caulerpae (Foslie) Foslie, 1909
= Heteroderma coronatum (Rosanoff) Foslie, 1909
= Melobesia trichostoma Rosenvinge, 1917
= Fosliella tenuis Adey & P.J. Adey, 1973
= Pneophyllum rosanoffii Y.M. Chamberlain, 1983
= Pneophyllum caulerpae (Foslie) P.L. Jones & Woelkerling, 1984
- Pneophyllum elegans Kloczcova & Demesh., 1987
- Pneophyllum extensum  V.Krishnamurthy & Jayagopal, 1987
- Pneophyllum fragile   Kützing, 1843

= Melobesia pruinosa   Kützing, 1845
= Melobesia lejolisii   Rosanoff, 1866
= Dermatolithon lejolisii   (Rosanoff) Foslie, 1898
= Heteroderma lejolisii   (Rosanoff) Foslie, 1909
= Melobesia microspora   Rosenvige, 1917
= Fosliella lejolisii   (Rosanoff) M.A. Howe, 1920
= Pneophyllum lejolisii   (Rosanoff) Y.M. Chamberlain, 1983
= Pneophyllum microsporum   (Rosenvinge) Y.M. Chamberlain, 1983
- Pneophyllum japonicum   Kloczcova & Demesh, 1987
- Pneophyllum keatsii   Y.M. Chamberlain, 1994
- Pneophyllum limitatum   (Foslie) Y.M. Chamberlain, 1983

= Melobesia lejolisii f. limitata   Foslie, 1905
= Melobesia limitata   (Foslie) Rosenvinge, 1917
= Fosliella limitata   (Foslie) Ganesan, 1963
= Heteroderma limitata   (Foslie) Adey, 1970
- Pneophyllum lobescens   Y.M. Chamberlain, 1983

= Pneophyllum plurivalidum   Y.M. Chamberlain, 1983
- Pneophyllum mauritianum   (Foslie) P.C. Silva, 1996

= Lithophyllum mauritianum   Foslie, 1907
= Melobesia mauritiana   (Foslie) Foslie, 1908
= Heteroderma mauritianum   (Foslie) Foslie, 1909
- Pneophyllum myriocarpum   (P.L. Crouan & H.M. Crouan) Y.M. Chamberlain, 1983

= Melobesia myriocarpa   P.L. Crouan & H.M. Crouan, 1867
= Melobesia zonalis f. myriocarpa   (P.L. Crouan & H.M. Crouan) Foslie, 1908
= Fosliella zonalis f. myriocarpa   (P.L. Crouan & H.M. Crouan) Bressan, 1974
= Pneophyllum concollum   Y.M. Chamberlain, 1983
- Pneophyllum nicholsii   (Setchell & L.R. Mason) P.C. Silva & P.W. Gabrielson, 2004

= Heteroderma nicholsii   Setchell & L.R. Mason, 1943
= Fosliella nicholsii   (Setchell & Mason) G.M. Smith, 1944
- Pneophyllum submersiporum   Penrose, 1996
- Pneophyllum subplanum   (Rosenvinge) Y.M. Chamberlain ex G.R. South & Tittley, 1986

= Melobesia subplana   Rosenvinge, 1917
- Pneophyllum zonale   (P.L. Crouan & H.M. Crouan) Y.M. Chamberlain, 1983

= Hapalidium zonale   P.L. Crouan & H.M. Crouan, 1859
= Melobesia zonalis   (P.L. Crouan & H.M. Crouan) Foslie, 1898
= Fosliella zonalis   (P.L. Crouan & H.M. Crouan) Feldmann, 1942
- Pneophyllum zostericola   (Foslie) Kloczcova, 1987

= Lithophyllum zostericola   Foslie, 1900
= Melobesia zostericola   (Foslie) Foslie, 1907
= Heteroderma zostericola   (Foslie) Foslie, 1909
= Fosliella zostericola   (Foslie) Segawa, 1976